# 諾曼公園 (喬治亞州)
諾曼公園（英語：Norman Park）是一個位於美國喬治亞州科爾奎特縣的城市。

## 地理
諾曼公園的座標為31°16′16″N 83°41′03″W / 31.27111°N 83.68417°W，而該地的平均海拔高度為102米（即335英尺）。

## 人口
根據2010年美國人口普查的數據，諾曼公園的面積為8.20平方千米，當中陸地面積為8.10平方千米，而水域面積為0.10平方千米。當地共有人口972人，而人口密度為每平方千米118人。